# Imperatorska Wojskowa Flota Powietrzna
Imperatorska Wojskowa Flota Powietrzna (ros. Императорский военно-воздушный флот, po 1917, w ramach struktur wojskowych Rządu Tymczasowego – Wojskowa Flota Powietrzna) – siły powietrzne Imperium Rosyjskiego.

## Historia
Już za panowania Aleksandra II, w grudniu 1869, powołano Komisję Aeronautyczną, której zadaniem była ocena perspektyw wykorzystania balonów w celach wojskowych. W 1870 roku wypuszczono w powietrze pierwszy rosyjski balon. Pierwsze jednostki aeronautyczne, wchodzące w skład wojsk inżynieryjnych, pojawiły się w 1885 w armii, a wkrótce potem i w marynarce wojennej. Były wyposażone w aerostaty i balony, które służyły przede wszystkim do rozpoznania i łączności .
Na manewrach, które miały miejsce w latach 1902–1903 w rejonie Krasnego Sioła, Brześcia Litewskiego, Wilna zebrano pozytywne doświadczenia w wykorzystaniu balonów na uwięzi w celach rozpoznawczych. Opierając się na tym doświadczeniu, ministerstwo podjęło decyzję o utworzeniu jednostek aeronautycznych w pozostałych twierdzach – łącznie 65 balonów. Balony na uwięzi zaczęły być zastępowane balonami-latawcami zaprojektowanymi przez W.W. Kuzniecowa i niemieckimi balonami Percival 1 i 2. Wschodniosyberyjski Batalion Lotniczy brały aktywny udział w bitwach wojny rosyjsko-japońskiej .
Początkowo Departament Wojny nie doceniał możliwości samolotów i postawił na sterowce. W 1909 roku armia miała tylko 3 sterowce i 3 samoloty. Jednakże rozpoczęte w 1906 r. (głównie pod wpływem klęsk na froncie z Japonią) w Rosji szeroko zakrojone reformy wojskowe, przebiegające pod hasłem unowocześnienia armii i wyposażenia jej w najnowocześniejszy sprzęt, dla wielu teoretyków wojskowości były zbieżne z przekonaniem, iż lotnictwo odegra ważną rolę w przyszłych wojnach .
W styczniu 1908 powstał Wszechrosyjski Aeroklub Imperatorski, a w 1909 rozpoczęła się w Rosji produkcja sterowców, m.in. na potrzeby wojskowe. W 1910 r. grupę rosyjskich oficerów wysłano do Francji na szkolenie lotnicze. Po powrocie do Rosji oficerowie ci zaczęli szkolić swoich współobywateli i w ten sposób w Gatczynie powstała pierwsza szkoła kształcąca pilotów wojskowych, dla której zakupiono we Francji samoloty. Pod koniec tego samego 1910 w Sewastopolu otwarto drugą szkołę lotniczą. W 1911 r. w Rosji przeprowadzono pierwszy eksperyment mający na celu stworzenie uzbrojonego samolotu: na jednym z samolotów zainstalowano karabin maszynowy .
12 sierpnia 1912 (nowego stylu), rozkazem Ministerstwa Spraw Wojskowych nr 397, sprawy aeronautyki i lotnictwa przekazano specjalnie utworzonemu organowi – Oddziałowi Aeronautyki Sztabu Generalnego; dzień wydania tego rozkazu uznaje się oficjalnie za datę założenia rosyjskich sił powietrznych.
Imperatorska Wojskowa Flota Powietrzna była podzielona na oddziały lotnicze, które z kolei łączono w grupy lotnicze. Na początku I wojny światowej Rosja miała 39 jednostek lotniczych, każda licząca od czterech do sześciu samolotów. Pod względem liczby samolotów bojowych rosyjskie siły powietrzne przed wojną były największe na świecie i składały się z 263 samolotów (z czego 224 wchodziły w skład 39 dywizjonów lotniczych, reszta w rezerwie) i 14 sterowców. Większość samolotów zakupiono we Francji, Anglii i Włoszech, a także budowano na licencji w rosyjskich fabrykach. Dominowały marki francuskie, wśród których prym wiódł Nieuport. Rosja była jedynym krajem, który przystąpił do wojny z własnym lotnictwem bombowym dalekiego zasięgu, reprezentowanym przez najpotężniejszy krajowy samolot – pierwszy na świecie samolot wielosilnikowy zaprojektowany przez Igora Sikorskiego – Ilja Muromiec (następca pierwszego czterosilnikowego dwupłata Russkij Witiaź, również konstrukcji Sikorskiego). Samolot wszedł w skład eskadry bombowców dowodzonej przez generała Michaiła Szydłowskiego. Eskadra ta stała się podstawą krajowego lotnictwa dalekiego zasięgu. W 1913 r. Dmitrij Grigorowicz skonstruował pierwsze wodnosamoloty dla Marynarki Wojennej Imperium .
Podczas I wojny światowej przemysł lotniczy imperium został przestawiony na produkcję wojenną, jednocześnie wzrosły zakupy samolotów bojowych od krajów Ententy. Rząd intensywnie dofinansowywał przemysł lotniczy, produkujący krajowe bomby i torpedy lotnicze, urządzenia do zrzucania bomb, uchwyty karabinów maszynowych, synchronizatory, radiowe stacje lotnicze, kamery lotnicze, urządzenia nawigacyjne i plecakowy spadochron Kotelnikowa. W rezultacie w 1917 r. Imperatorska Wojskowa Flota Powietrzna dysponowała około 1500 samolotami, 300 różnymi jednostkami i pododdziałami, w tym 14 dywizjami lotniczymi, 91 oddziałami lotniczymi, 4 oddziałami lotniczymi Ilji Muromca, 87 oddziałami aeronautycznymi, 32 oddziałami lotnictwa morskiego, 11 szkołami aeronautyki i lotnictwa, dywizjonem lotnictwa okrętowego, parkami (bazami) aeronautyki i lotnictwa, warsztatami – w tym ruchomymi .
Najbardziej utytułowanym asem myśliwskim Imperatorskiej Wojskowej Floty Powietrznej w czasie I wojny światowej był podpułkownik Aleksandr Kazakow, który zestrzelił 17 samolotów wroga; był także drugim pilotem w historii, który użył taranowania jako sposobu ataku powietrznego i pierwszym, który przeżył ten atak (8 września 1914 rosyjski pilot, kapitan sztabowy Piotr Niestierow, dokonał pierwszego na świecie taranowania z powietrza i zginął podczas jego wykonywania) .
Wydarzenia rewolucyjne z 1917 r. miały tragiczny wpływ na losy lotnictwa wojskowego imperium. Większość pionierskich pilotów, jeśli nie zginęła podczas wojny światowej, to oddała życie w wojnie domowej lub wyemigrowała z Rosji .

## Jednostki aeronautyczne i lotnicze Imperium Rosyjskiego[4]

### Jednostki aeronautyczne przed reorganizacją w 1910
- Szkoleniowy Park Aeronautyczny (1890–)

Polowe jednostki aeronautyczne:
- Wschodniosyberyjski Polowy Batalion Aeronautyczny (1904);
- 1 Wschodniosyberyjski Polowy Batalion Aeronautyczny (1904–1910);
- 2 Wschodniosyberyjski Polowy Batalion Aeronautyczny (1904–1910);
- 3 Wschodniosyberyjski Polowy Batalion Aeronautyczny (1904–1910);
- Syberyjska Kompania Lotnicza (1904);

Forteczne jednostki aeronautyczne:
- Władywostocka Forteczna Kompania Aeronautyczna (1905–1910);
- Forteczna Kompania Aeronautyczna Warszawskiego Rejonu Umocnionego (1895–1905; od 1905 – 3 Wschodniosyberyjski Polowy Batalion Aeronautyczny);
- Warszawski Forteczny Wydział Aeronautyczny (1891–1910);
- Nowogeorgijewski Forteczny Wydział Aeronautyczny (1893–1910);
- Iwangorodzki Forteczny Wydział Aeronautyczny (1893–1910);
- Osowiecki Forteczny Wydział Aeronautyczny (1893–1910);
- Kowieński Forteczny Wydział Aeronautyczny (1895–1910);
- Brzesko-Litewski Forteczny Wydział Aeronautyczny (1901–1910).

### Po reorganizacji w 1910 r.
- Batalion Oficerskiej Szkoły Aeronautycznej;

Polowe jednostki aeronautyczne:
- Brzesko-Litewski Batalion Aeronautyczny (1910–1914);
- Syberyjski Batalion Aeronautyczny (1910–1914);
- 3 Kompania Aeronautyczna (1910–1914);
- 4 Kompania Aeronautyczna (1910–1914);
- 5 Kompania Aeronautyczna (1910–1914);
- 6 Kompania Aeronautyczna (1910–1914);
- 7 Kompania Aeronautyczna (1910–1913);
- 8 Kompania Aeronautyczna (1910–1913);
- 9 Kompania Aeronautyczna (1910–1914);
- 10 Kompania Aeronautyczna (1910–1914);
- 11 Kompania Aeronautyczna (1910–1914);
- 1 Kaukaska Kompania Aeronautyczna (1910–1914);
- 4 Syberyjska Kompania Aeronautyczna (1910–1914);

### Po reorganizacji w latach 1913–1914
- Batalion Oficerskiej Szkoły Aeronautycznej (–1914);

Polowe jednostki aeronautyczne:
- 2 Kompania Aeronautyczna (1914-1915) / 2 Polowa Kompania Aeronautyczna (1915–1916);
- 3 Kompania Aeronautyczna (1914-1915) / 3 Polowa Kompania Aeronautyczna (1915–1916);
- 4 Kompania Aeronautyczna (1914-1915) / 4 Polowa Kompania Aeronautyczna (1915–1916);
- Syberyjska Kompania Aeronautyczna (1914-1915)

Forteczne jednostki aeronautyczne:
- Władywostocka Forteczna Kompania Aeronautyczna (1914–1915);
- Nowogeorgijewska Forteczna Kompania Aeronautyczna (1914–1915);
- Osowiecka Forteczna Kompania Aeronautyczna (1914–1915);
- Kowieńska Forteczna Kompania Aeronautyczna (1914–1915);
- Brzesko-Litewska Forteczna Kompania Aeronautyczna (1914–1915);
- Grodzieńska Forteczna Kompania Aeronautyczna (1914–1915);
- Karsska Forteczna Kompania Aeronautyczna (1914–1915);
- Sveaborski Forteczny Wydział Aeronautyczny (1914–1915).

### Utworzone po mobilizacji w 1914
Polowe jednostki aeronautyczne:
- 1 Kompania Aeronautyczna (1914–1915) / 1 Polowa Kompania Aeronautyczna (1915–1916)
- 5 Kompania Aeronautyczna (1914–1915) / 5 Polowa Kompania Aeronautyczna (1915–1916)
- 6 Kompania Aeronautyczna (1914–1915) / 6 Polowa Kompania Aeronautyczna (1915–1916)
- 7 Kompania Aeronautyczna (1914–1915) / 7 Polowa Kompania Aeronautyczna (1915–1916)
- 8 Kompania Aeronautyczna (1914–1915) / 8 Polowa Kompania Aeronautyczna (1915–1916)
- 9 Kompania Aeronautyczna (1914–1915) / 9 Polowa Kompania Aeronautyczna (1915–1916)
- 10 Kompania Aeronautyczna (1914–1915) / 10 Polowa Kompania Aeronautyczna (1915–1916)
- 11 Kompania Aeronautyczna (1914–1915) / 11 Polowa Kompania Aeronautyczna (1915–1916)
- 12 Kompania Aeronautyczna (1914–1915) / 12 Polowa Kompania Aeronautyczna (1915–1916)
- 13 Kompania Aeronautyczna (1914–1915) / 13 Polowa Kompania Aeronautyczna (1915–1916)
- 14 Kompania Aeronautyczna (1914–1915) / 14 Polowa Kompania Aeronautyczna (1915–1916)
- 15 Kompania Aeronautyczna (1914–1915) / 15 Polowa Kompania Aeronautyczna (1915–1916)
- 16 Kompania Aeronautyczna (1914–1915) / 16 Polowa Kompania Aeronautyczna (1915–1916)
- 17 Kompania Aeronautyczna (–1915) / 17 Polowa Kompania Aeronautyczna (1915–1916)
- 18 Kompania Aeronautyczna (–1915) / 18 Polowa Kompania Aeronautyczna (1915–1916)
- 19 Polowa Kompania Aeronautyczna (1915–1916)
- 20 Polowa Kompania Aeronautyczna (1915–1916)
- 21 Polowa Kompania Aeronautyczna (1915–1916)
- 22 Polowa Kompania Aeronautyczna (1915–1916)
- 23 Polowa Kompania Aeronautyczna (1915–1916)
- 24 Polowa Kompania Aeronautyczna (1915–1916)
- 25 Polowa Kompania Aeronautyczna (1915–1916)
- 26 Polowa Kompania Aeronautyczna (–1916)
- 27 Polowa Kompania Aeronautyczna (1916)
- Kaukaska Polowa Kompania Aeronautyczna

Forteczne jednostki aeronautyczne:
- Iwangorodzka Forteczna Kompania Aeronautyczna

Oddziały rezerwowe:
- Rezerwowy Batalion Aeronautyczny; do batalionu było okomenderowanych 10 kompanii chemicznych o numerach 1-10;
- Rezerwowa Kompania Chemiczna.

Tyłowe parki aeronautyczne frontów:
- Tyłowy Park Aeronautyczny Frontu Północnego;
- Tyłowy Park Aeronautyczny Frontu Zachodniego.

### Po reorganizacji w latach 1916–1917 г.
- 13 dywizjonów aeronautycznych o numerach 1-13 działających w latach 1916–1918;
- Dunajski Dywizjon Aeronautyczny (1916);
- Dywizjon Aeronautyczny Specjalnego Przeznaczenia (1916–1918).

Armijne oddziały aeronautyczne
- 28 armijnych oddziałów aeronautycznych o numerach 1-28, działających w latach 1916–1918

Korpuśne oddziały aeronautyczne
- 49 korpuśnych oddziałów aeronautycznych o numerach 1-49, działających w latach 1916–1918 (oddziały 1-27), 1917–1918

(oddziały 28-49);
- 1, 2 i 3 Kaukaski Korpuśny Oddział Aeronautyczny;
- 7 syberyjskich korpuśnych oddziałów aeronautycznych o numerach 1-7, przy czym 4 Syberyjski Korpuśny Oddział Aeronautyczny przekształcono w Oddział Aeronautyczny 4 Syberyjskiego Korpusu Armijnego;
- Oddział Aeronautyczny 1 Gwardyjskiego Korpusu;
- Oddział Aeronautyczny 2 Gwardyjskiego Korpusu (2 Gwardyjski Korpuśny Oddział Aeronautyczny);
- Oddział Aeronautyczny Korpusu Grenadierów (Grenadierski Oddział Aeronautyczny);
- Oddział Aeronautyczny 1 Turkiestańskiego Korpusu Armijnego.

Forteczne kompanie aeronautyczne:
- Sveaborska Forteczna Kompania Aeronautyczna;
- Aeronatyczna Kompania Morskiej Twierdzy Imperatora Piotra Wielkiego / Rewelska Forteczna Kompania Aeronautyczna;

Parki aeronautyczne frontów:
- Park Aeronautyczny Frontu Północnego;
- Park Aeronautyczny Frontu Zachodniego;
- Park Aeronautyczny Frontu Południowo-zachodniego.
- Park Aeronautyczny Frontu Rumuńskiego.

Oddziały rezerwowe:
- Rezerwowy Batalion Aeronautyczny.

### Oddziały lotnicze
- Oddział Lotniczy przy 4 Kompanii Aeronautycznej (Kowno);
- Oddział Lotniczy przy 5 Kompanii Aeronautycznej (Grodno);
- Oddział Lotniczy 6 Kompanii Aeronautycznej (Osowiec);
- Oddział Lotniczy 7 Kompanii Aeronautycznej (Kijów);
- Oddział Lotniczy 11 Kompanii Aeronautycznej (Nowogieorgijewsk);
- Oddział Lotniczy 1 Kaukaskiej Kompanii Aeronautycznej (Kars);
- Oddział Lotniczy przy 4 Syberyjskiej Kompanii Aeronautycznej (Czyta);
- Oddział Lotniczy przy Syberyjskim Batalionie Aeronautycznym (Spasskoje).

### Jednostki lotnicze po reorganizacji 1913
- 13 dywizjonów lotniczych o numerach 1-13;
- Gwardyjski Dywizjon Lotniczy;
- Dywizjon Lotniczy przy Armii Dunajskiej;
- Lotniczy Dywizjon Obrony Stawki Najwyższego Głównodowodzącego;
- Lotniczy Dywizjon do Ochrony Rezydencji Imperatorskiej;
- Lotniczy Dywizjon do Ochrony Piotrogrodu.

Grupy lotnicze:
- Grupa Lotnicza Armii Południowo-zachodniego Frontu
- Bojowa Grupa Lotnicza Frontu Rumuńskiego;
- 5 bojowych grup lotniczych o numerach 1-5.

Eskadra statków powietrznych
- Eskadra Statków Powietrznych (zarząd eskadry bombowców «Ilja Muromiec»):
  - 4 bojowe oddziały eskadry statków powierznych o numerach 1-4;
  - 26 oddziałów statku powietrznego Ilja Muromiec o numerach IM-I do IM-XXVI (Oddział VII – Kijowski)
  - Szkoła Lotnicza Eskadry Statków Powietrznych.

Forteczne oddziały lotnicze
- Władywostocki Forteczny Oddział Lotniczy;
- Nowogieorgijewski Forteczny Oddział Lotniczy;
- Osowiecki Forteczny Oddział Lotniczy;
- Kowieński Forteczny Oddział Lotniczy;
- Brzesko-Litewski Forteczny Oddział Lotniczy;
- Grodzieński Forteczny Oddział Lotniczy;
- Karsski Forteczny Oddział Lotniczy;
- Nikołajewski Forteczny Oddział Lotniczy;
- Sewastopolski Forteczny Oddział Lotniczy;
- Kronsztadzki Forteczny Oddział Lotniczy.
- Odeski Forteczny Oddział Lotniczy;
- Piotrogradzki Forteczny Oddział Lotniczy;
- Rewelski Forteczny Oddział Lotniczy;
- Samodzielny Forteczny Oddział Lotniczy Morskiej Twierdzy Imperatora Piotra Wielkiego.

Polowe oddziały lotnicze
- 6 polowych oddziałów lotniczych o numerach 1-6

Specjalne oddziały lotnicze
- 3 oddziały lotnicze specjalnego przeznaczenia o numerach 1-3
- 1 Specjalny Oddział Lotniczy;
- 1 Specjalny Kozacki Oddział Lotniczy;
- Połączony Oddział Lotniczy;
- Specjalny Oddział Lotniczy przy Sztabie 27 Korpusu Armijnego;
- Oddział Lotniczy do Ochrony Rezydencji Imperatora;
- 1 Oddział Lotniczy do Ochrony Rezydencji Imperatora;
- 2 Oddział Lotniczy do Ochrony Rezydencji Imperatora;
- Oddział Lotniczy Obrony Stawki Najwyższego Głównodowodzącego;

Oddziały lotnicze artylerii
- 4 lonicze oddziały artylerii o numerach 1-4

Armijne oddziały lotnicze
- 12 armijnych oddziałów lotniczych o numerach 1-12

Lotnicze oddziały myśliwskie
- 15 myśliwskich oddziałów lotniczych o numerach 1-15.

Lotnicze oddziały myśliwskie do ochrony frontów
- 4 oddziały do ochrony Frontu Północnego, Zachodniego, Południowo-zachodniego i Kaukaskiego.

Korpuśne oddziały lotnicze
- 2 oddziały lotnicze 1 i 2 Korpusu Gwardyjskiego;
- Oddział Lotniczy Korpusu Grenadierów;
- 41 korpuśnych oddziałów lotniczych o numerach 1-38, 41-42, 50;
- 7 syberyjskich korpuśnych oddziałów lotniczych o numerach 1-7;
- 4 kaukaskich korpuśnych oddziałów lotniczych o numerach 1-4;
- 2 turkiestańskie korpuśne oddziały lotnicze o numerach 1-2;
- 1 Polski Korpuśny Oddział Lotniczy.

- Ochotniczy Oddział Lotniczy Wszechrosyjskiego Aeroklubu Imperatorskiego;
- Oddział Lotniczy przy Szkole Lotników-Obserwatorów (Kijów);
- Oddział Lotniczy przy Szkole Lotniczej A.A.Anatra (Odessa);

Oddział hydrolotnictwa:
- Czudzki Oddział Hydrolotnictwa.;

Drużyna lotnicza:
- Drużyna Lotnicza Grafa Szeremietiewa.

Wydziały lotnicze
- Wydział Lotniczy Specjalnego Przeznaczenia;
- Wydział Lotniczy twierdzy michajłowskiej (Batumi);
- Wydział Lotniczy do Działań przeciwko Turkom na Kierunku Primorskim (Armia Kaukaska).

Armijne lotnicze oddziały radiotelegraficzne
- Lotnicze kompanie i parki
  - 7 kompanii lotniczych / parków lotniczych o numerach 1-7;
  - Kaukaski Park Lotniczy.

Mobilne bazy lotnicze
- 2 mobilne bazy lotnicze 10 i 12 Armii;

Części zapasowe
- Lotniczy Batalion Zapasów;

Samochody warsztatowe
- Samochód warsztatowy Czerwońskich Zakładów Lotniczych F.F. Tereszczenko

Magazyny mienia aeronautycznego i lotniczego:
- moskiewski i piotrogrodzki magazyn mienia aeronautycznego i lotniczego;
- Komisja ds. przekazania mienia aeronautycznego i lotniczego z Archangielska.

Park Fotografii Lotniczej
Centralna Stacja Żeglugi Powietrznej